# Південна півкуля

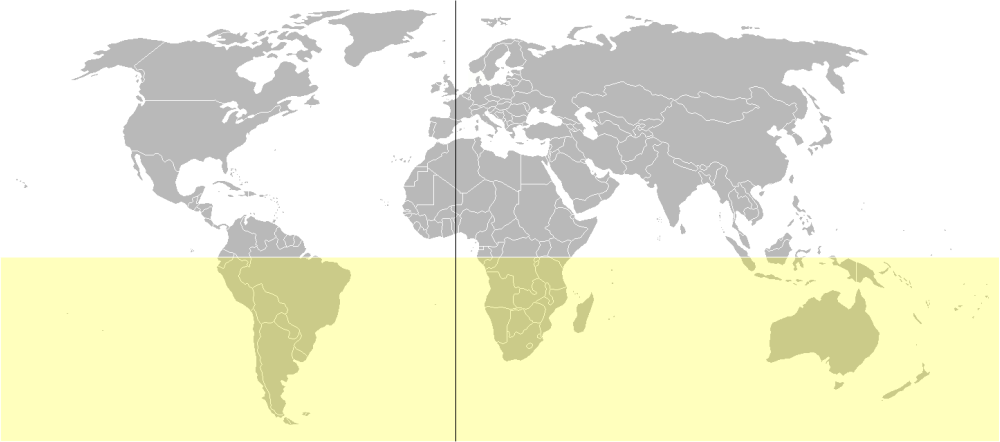
Територія південної півкулі виділена жовтим

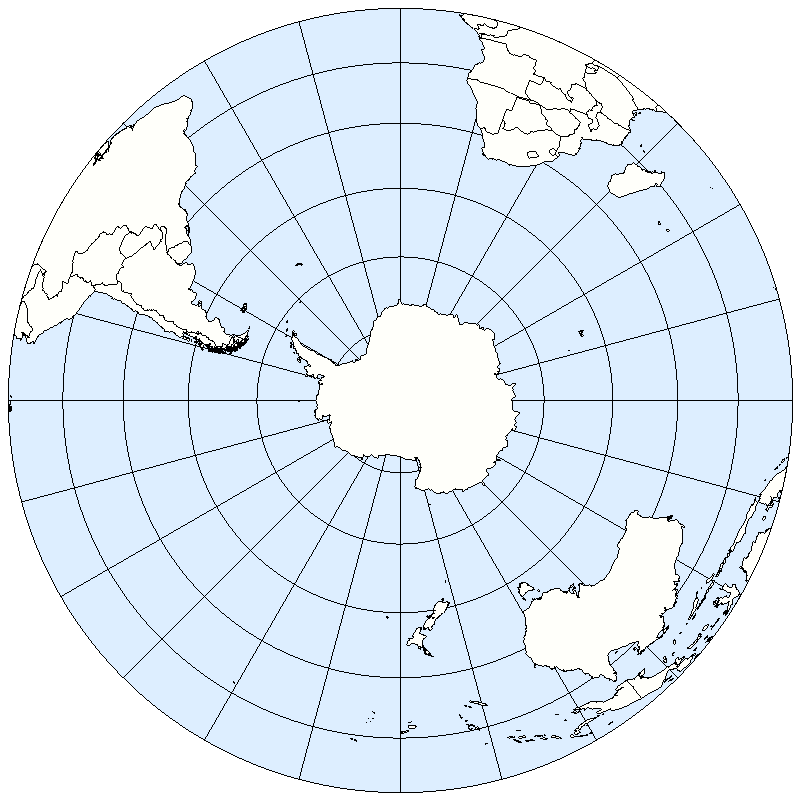
Вигляд Південної півкулі з Південного полюсу Землі

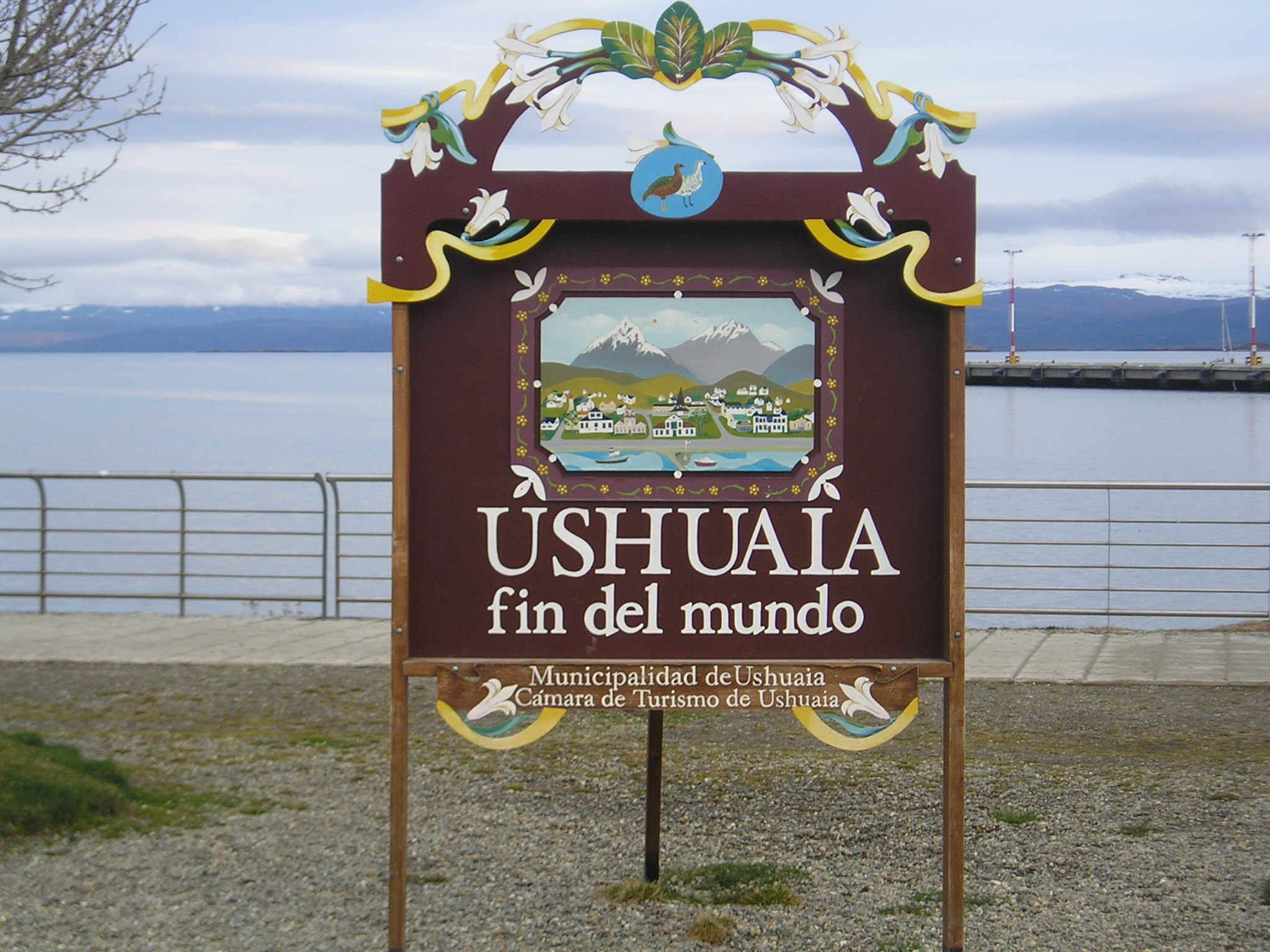
Плакат з легендою "Ушуая, кінець світу". Ушуая в Аргентині - найпівденніше місто світу

45° пд. ш. 0° сх. д. / 45° пд. ш. 0° сх. д.
Півде́нна півку́ля — частина Землі, розташована на південь від екватору.

## Особливості
Зима у південній півкулі триває з червня по серпень, а літо — з грудня по лютий.
У Південній півкулі знаходяться п'ять континентів (Антарктида, Австралія, велика частина Південної Америки, частини Африки і Азії), а також чотири океани (південна частина Атлантичного, Індійського і Тихого океанів і весь Південний океан).

## Географія
Клімат у Південній півкулі загалом м'якший, ніж у північній, за винятком Антарктиди, яка холодніша ніж Арктика. Причиною є те, що Південна півкуля має значно більшу площу води океанів, і значно менше суші. Вода нагрівається і охолоджується помітно повільніше за ґрунт. Південна півкуля також значно менше забруднена, бо там проживає всього від 10 до 12% людського населення Землі, її головних забруднювачів. В Південній півкулі менший рівень індустріалізації. Крім того, менша площа суші призводить до того, що переважний напрямок вітрів йде з заходу на схід, і забрудненому повітрю не так просто піти на південь чи північ.

## Країни Південної півкулі
Азія
Повністю
- Східний Тимор

Більшою частиною
- Індонезія

Частково
- Малайзія

Африка
Повністю
- Ангола
- Ботсвана
- Бурунді
- Замбія
- Зімбабве
- Коморські острови
- Лесото
- Мадагаскар
- Маврикій
- Малаві
- Мозамбік
- Намібія
- Руанда
- Свазіленд
- Сейшельські острови
- Танзанія
- ПАР

Більшою частиною
- Габон
- Демократична Республіка Конго
- Республіка Конго

Частково
- Екваторіальна Гвінея
- Кенія
- Сан-Томе і Принсіпі
- Сомалі
- Уганда

Океанія
Повністю
- Австралія
- Вануату
- Науру
- Нова Зеландія
- Папуа Нова Гвінея
- Самоа
- Соломонові острови
- Тонга
- Тувалу
- Фіджі

Більшою частиною
- Кірибаті

Південна Америка
Повністю
- Аргентина
- Болівія
- Парагвай
- Перу
- Уругвай
- Чилі

Більшою частиною
- Бразилія
- Еквадор

Частково
- Колумбія